# Reneszánsz (politikai párt)
A Reneszánsz (Renaissance) (korábban: En Marche!, magyarul „Előre!”, „Haladjunk!” vagy „Indulás!” [an márs], röviden EM) centrista, szociálliberális párt Franciaországban. 2016. április 6-án Amiens-ben alapította Emmanuel Macron, korábbi francia gazdasági, ipari és digitálisügyi miniszter, aki a párt jelöltjeként megnyerte a 2017-es franciaországi elnökválasztást. A párt rövidített neve megegyezik Macron nevének monogramjával. A párt a 2017-es nemzetgyűlési választásokon A Köztársaság Lendületben (La République En Marche!, rövidítve REM) néven indított jelölteket és többséget szerzett a Nemzetgyűlésben. Az En Marche az Ensemble pártszövetség tagja.

## Platformja
Macron a szocialista párti kormány gazdasági minisztere volt 2014 és 2016 között. Az Előre! átlépné a hagyományos politikai felosztás határvonalait. Macron bal- és jobboldali jegyekkel egyaránt rendelkező progresszív pártként írta le.
A pártot Laurent Bigorgne, az Institut Montaigne kutatóintézet elnöke címén jegyezték be. Alapítását segítette Benjamin-Blaise Griveaux, Christian Dargnat, Emmanuel Miquel, Stanislas Guerini, valamint olyan cégek munkatársai, mint az Unibail-Rodamco, a BNP Paribas és a Safran.
A pártot a spanyol Polgárok – A Polgárság Pártja tömörüléshez, Macront pedig a spanyol párt elnökéhez, Albert Riverához hasonlították..
Az Előre! erősen Európai Unió-párti.
A megújuló energiák térhódítását és a fosszilis energiaforrások kivezetését támogatják.

## Fordítás
- Ez a szócikk részben vagy egészben  az   En Marche! című angol Wikipédia-szócikk ezen változatának fordításán alapul.  Az eredeti cikk szerkesztőit annak laptörténete sorolja fel. Ez a jelzés csupán a megfogalmazás eredetét és a szerzői jogokat jelzi, nem szolgál a cikkben szereplő információk forrásmegjelöléseként.